# پیشتاک (لیما)
پیشتاک (به اسپانیایی: Pishtac) یک کوه در پرو است که در Peru, Lima Region, Cajatambo Province واقع شده‌است. پیشتاک ۵٬۰۹۵ متر بالاتر از سطح دریا واقع شده‌است.